# ドーリ
ドーリ (Dori) は、『ホビットの冒険』の作中に登場するドワーフ。エレボール遠征へ向かった13人のドワーフの一人。映画『ホビット』ではマーク・ハドロウが演じた。

## 詳細
ノーリ、オーリの兄。紫色の頭巾を被り、トーリンによれば遠征に向かったドワーフの中では一番力持ちである。ビルボを霧降り山脈の洞窟内でで担ぐなど、彼を助けるシーンが幾度か作中でみられる。

## 映画『ホビット』
白髪・白髭で至るところを結っており、髷のような髪型をしている。服の色の基調は濃い赤。13人の中では一番礼儀が正しく、ビルボの袋小路屋敷ではガンダルフに紅茶やワインを勧めている。弟のノーリやオーリをつねに気にかけている。いざ戦闘になると好戦的になり、武器は鉈のような小刀と鎖分銅を使う。